# Kurupää
Kurupää är en kulle i Finland. Den ligger i Enare i landskapet Lappland, i den norra delen av landet, 900 km norr om huvudstaden Helsingfors. Toppen på Kurupää är 451 meter över havet.
Terrängen runt Kurupää är platt åt sydost, men åt nordväst är den kuperad. Kurupää är den högsta punkten i trakten. Trakten runt Kurupää är nära nog obefolkad, med mindre än två invånare per kvadratkilometer. Närmaste större samhälle är Ivalo, 14,2 km nordväst om Kurupää. Omgivningarna runt Kurupää är i huvudsak ett öppet busklandskap.